# Цефтріаксон
Цефтріаксо́н — напівсинтетичний антибіотик з групи цефалоспоринів ІІІ покоління для парентерального введення широкого спектра дії. Цефтріаксон уперше синтезовано у лабораторії швейцарської компанії Hoffmann-La Roche, яка розпочала його випуск під торговою маркою «Роцефін». Цефтріаксон використовується у клінічній практиці з 1982 року. Цефтріаксон, на думку багатьох експертів, вважається найуспішнішим із цефалоспоринів ІІІ покоління.

## Фармакологічні властивості
Цефтріаксон  — антибіотик, що діє бактерицидно, порушуючи синтез клітинної стінки бактерій. Препарат має широкий спектр антимікробної дії. Проявляє високу активність до таких збудників: грампозитивні аероби — стафілококи (крім метицилін-нечутливих (MRSA), стрептококи; грамнегативні аероби — Moraxella, Enterobacter spp., Haemophilus influenzae, Escherichia coli, Shigella, нейсерії, сальмонелли, Proteus spp., Serratia spp., Citrobacter spp., клебсієли, єрсінії, Acinetobacter; спірохети — Borrelia burgdorferi і бліда спірохета; а також анаероби — Bacteroides (чутливі до жовчі), клостридії (крім Clostridium difficile), фузобактерії, пептококи, пептострептококи. Гірше, ніж цефалоспорини I і II поколінь, впливає на грампозитивні коки. Нечутливими до цефтріаксону є лістерія, ентерококи, легіонелли, Clostridium difficile, туберкульозна паличка. Оскільки цефтріаксон краще зв'язується з білками плазми крові, ніж цефотаксим, він не рекомендується для застосування у новонароджених, оскільки при його застосуванні спостерігається вищий ризик гіпербілірубінемії новонароджених.

### Фармакокінетика
Після одноразового внутрішньом'язового введення 1 г препарату максимальна концентрація в крові досягається протягом 2-3 годин після введення, при внутрішньовенному введенні — до закінчення ін'єкції. Біодоступність цефтріаксону становить 100 % як при внутрішньовенному, так і при внутрішньом'язовому введенні. Високі концентрації препарату виявляються протягом більш, чим 24 годин у більшості тканин і рідин організму, в тому числі в легенях, серці, жовчовивідних шляхах, печінці, мигдаликах, середньому вусі, кістках; у рідинах організму — спинномозковій, плевральній і синовіальній рідині; а також у секреті простати. Цефтріаксон проникає через плацентарний бар'єр, а також виділяється в грудне молоко. Період напіввиведення препарату в дорослих становить близько 8 годин, у дітей перших 8 днів життя, а також у осіб старших 75 років період напіввиведення у середньому в 2-3 рази більший, ніж у дорослих молодого віку. Цефтріаксон не метаболізується, виводиться препарат з організму в незміненому вигляді, 50-60 % нирками і 40-50 % — з жовчю. У осіб з нирковою недостатністю відмічається лише незначне збільшення періоду напіввиведення препарату при одночасному збільшенні виведення препарату з жовчю.

## Показання
Цефтріаксон застосовують при інфекційних ураження, що спричинюють чутливі до нього збудники, а саме: інфекції дихальних шляхів, включаючи пневмонію; інфекції ЛОР-органів; інфекції сечостатевої системи (включаючи пієлонефрит і гонорею); сепсис і септицемію; інфекції кісток, суглобів, м'яких тканин, ранові інфекції; менінгіт та менінгоенцефаліт (у тому числі посттравматичні та післяопераційні); сифіліс; сальмонельоз і сальмонельозне носійство; хвороба Лайма; хірургічні гнійно-запальні захворювання; бешиха; передопераційна профілактика інфекцій при операціях на органах шлунково-кишкової системи, сечовивідної системи, гінекологічних операціях; при інфекціях у хворих з нейтропенією.

## Побічна дія
При застосуванні цефтріаксону можуть виникати побічні ефекти:
- Алергічні реакції — часто (~1 %) кропив'янка, свербіж шкіри, висипання на шкірі, алергічний дерматит, гарячка; рідко (<0,1 %) синдром Стівенса-Джонсона, синдром Лаєлла, анафілактичний шок, ангіоневротичний набряк, бронхоспазм, сироваткова хвороба, алергічний пневмоніт.
- З боку нервової системи — рідко (<1 %) запаморочення, головний біль; дуже рідко (<0,1 %) судоми.
- З боку травної системи — часто (2,7 %) діарея, нечасто (<1 %) нудота, блювання, метеоризм, порушення смаку, дуже рідко (<0,1 %) біль у животі, стоматит, голосит, орофарингеальний кандидоз, псевдомембранозний коліт, панкреатит (найчастіше обумовлений утворенням преципітатів у жовчних протоках), відкладення преципітатів у жовчному міхурі.
- З боку сечостатевої системи — дуже рідко (<0,1 %) олігурія, гематурія, глюкозурія, іноді — утворення преципітатів у нирках (переважно у дітей, яких лікували найвищими дозами препарату, а також в осіб з дегідратацією або імобілізацією). При утворенні преципітатів у нирках відмічались випадки анурії та порушення функції нирок.
- Зміни в лабораторних аналізах — часто еозинофілія (6 %), тромбоцитоз або тромбоцитопенія (5,1 %), лейкопенія (2,1 %); збільшення активності амінотрансфераз і лужної фосфатази (3,3 %), підвищення рівня креатиніну та сечовини (~1 %) в крові; зрідка (<0,1 %) нейтропенія, анемія (включно з гемолітичною), агранулоцитоз, гіперкоагуляція.
- Місцеві реакції (1 %) — при внутрішньом'язовому введенні може спостерігатись болючість; при внутрішньовенному введенні — флебіти та біль у місці ін'єкції.

## Особливості застосування
Цефтріаксон не можна застосовувати одночасно або змішувати з солями кальцію, навіть при застосуванні окремих інфузійних систем. Описані смертельні випадки у новонароджених дітей при одночасному застосуванні солей кальцію і цефтріаксону, пов'язані з утворенням преципітатів у легенях і нирках. Тому заборонено розведення препарату розчинниками, що містять солі кальцію (наприклад розчин Рінгера). Цефтріаксон може витісняти білірубін із зв'язку з альбуміном сироватки крові, що може посилити імовірність появи печінкової енцефалопатії.

## Протипоказання
Цефтріаксон протипоказаний при підвищеній чутливості до препарату або інших цефалоспоринів, а також наявність в анамнезі важких алергічних реакцій до інших β-лактамних антибіотиків, недоношеним новонародженим, при гіпербілірубінемії у новонароджених. З обережністю застосовується препарат під час вагітності і годування грудьми, при важких захворюваннях травної системи, особливо неспецифічному виразковому коліті (у тому числі в анамнезі)

## Форми випуску
Цефтріаксон випускається у вигляді порошку в флаконах для ін'єкцій по 0,25; 0,5; 1,0 або 2,0 г. Разом із сульбактамом входить до складу комбінованого препарату «Сульбактомакс».

## Застовування у ветеринарії
Цефтріаксон застосовується у ветеринарії для лікування захворювань органів дихання, сечоставої системи, сепсису, менінгіту та отиту в котів та собак. Для ветеринарного застосування цефтріаксон випускається у вигляді порошку в флаконах для ін'єкцій по 1 г.